# Loriot de Buru
Oriolus bouroensis
Espèce
Statut de conservation UICN

 LC  : Préoccupation mineure
Le Loriot de Buru (Oriolus bouroensis) est une espèce de passereau de la famille des Oriolidae.

## Répartition
Il est endémique en Indonésie sur l'île de Buru (sud des Moluques).

## Habitat
Il habite les forêts humides tropicales et subtropicales et les mangroves.